# Lilla Båtskär
Lilla Båtskär eller Båklandet är ett skär i Lemlands kommun i Åland, tidigare med lotsstation, fyr och gruva, numera med vindkraftverk. Den ligger i Ålands hav eller Skärgårdshavet. Ön ligger omkring 15 kilometer söder om Mariehamn. Öns area är 4,9 hektar och dess största längd är 380 meter i sydväst-nordöstlig riktning.
Fyren och lotsstationen kallades Nyhamn trots att ön Nyhamn ligger cirka två kilometer om Lilla Båtskär. Fyren som var placerad på gruvans torn släcktes 11 juli 2007 och apparaturen fördes bort för att tjäna som reservutrustning.
Lilla (och Stora) Båtskärs vattenområden är sedan 2008 naturreservat för att tillgodose behovet av övervintringsområde för den hotade fågelarten alförrädare (Polysticta stelleri). 